# Z (Q36)
Z (Q36) byla experimentální ponorka francouzského námořnictva. Ve službě byla v letech 1905–1910. Byla to první francouzská ponorka poháněná vznětovým motorem.

## Stavba
Ponorku navrhl francouzský inženýr Gabriel Maugas. Navazoval přitom na starší třídu Farfadet. Postavila ji francouzská loděnice Arsenal de Rochefort v Rochefortu. Na vodu byla spuštěna 28. března 1904 a do služby byla přijata roku 1905.

## Konstrukce

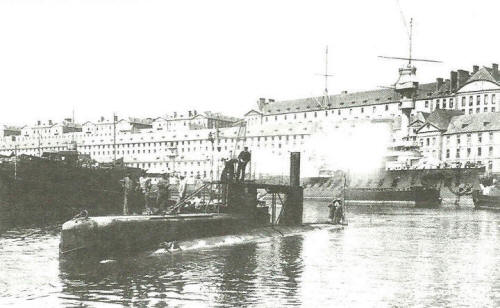
Ponorka X

Ponorka měla ocelový jednoplášťový trup. Vyzbrojena byla dvěma příďovým 450mm torpédomety. Pohonný systém tvořil jeden diesel o výkonu 190 hp a jeden elektromotor, které poháněly jeden lodní šroub. Nejvyšší rychlost dosahovala devět uzlů na hladině a 7,1 uzlu pod hladinou. Dosah byl 500 námořních mil při rychlosti pěti uzlů na hladině a 45 námořních mil při rychlosti čtyř uzlů pod hladinou. Operační hloubka ponoru dosahovala třicet metrů.